# Mathurin Bellabre
Mathurin Bellabre,  sieur du Tellement, fut échevin de Nantes en 1714, conseiller du roi en 1730, sénéchal, président du présidial de Nantes, colonel de la milice bourgeoise et maire de Nantes de 1748 à 1754.

## Biographie
Mathurin Bellabre est le fils de  Mathurin Bellabre, seigneur de La Guiltière, conseiller-secrétaire du roi, et de Jeanne Sauvan. Il épouse Jeanne Marie Dubeing.
Il fut anobli par les privilèges de ces charges.